# Miasto Bjelovar
Miasto Bjelovar (chorw. Grad Bjelovar) – jednostka administracyjna w Chorwacji, w żupanii bielowarsko-bilogorskiej. W 2011 roku liczyła 40 276 mieszkańców.

## Miejscowości
- Bjelovar
- Breza
- Brezovac
- Ciglena
- Galovac
- Gornje Plavnice
- Gornji Tomaš
- Gudovac
- Klokočevac
- Kokinac
- Kupinovac
- Letičani
- Mala Ciglena
- Malo Korenovo
- Novi Pavljani
- Novoseljani
- Obrovnica
- Patkovac
- Prespa
- Prgomelje
- Prokljuvani
- Puričani
- Rajić
- Stančići
- Stare Plavnice
- Stari Pavljani
- Tomaš
- Trojstveni Markovac
- Veliko Korenovo
- Ždralovi
- Zvijerci